# Diocesi di Eraclea
La diocesi di Eraclea (in latino Dioecesis Heracleensis) è una diocesi soppressa e sede titolare della Chiesa cattolica. Essa aveva sede nell'antica città lagunare di Heraclia, successivamente riedificata come Cittanova.

## Storia
Tra il V e il VII secolo, con le invasioni barbariche, Oderzo fu più volte saccheggiata e in seguito si trovò pienamente coinvolta nella guerra tra Bizantini e Longobardi, che portò al saccheggio della città operato nel 636 dal re longobardo Rotari. Secondo la Cronaca di Andrea Dandolo, il vescovo Magno, con il clero e i fedeli, fuggì trasferendo la sede vescovile ad Heraclia, centro della Laguna di Venezia sotto l'influenza e la protezione bizantina. Oderzo fu definitivamente distrutta e rasa al suolo da Grimoaldo nel 669. Secondo Giovanni Diacono, il trasferimento della sede a Eraclea fu confermato da papa Severino nel 640. Di fatto l'antica diocesi di Oderzo fu divisa: la maggior parte del suo territorio, compresa Oderzo, passò alla nuova sede vescovile di Ceneda (l'attuale diocesi di Vittorio Veneto), mentre il litorale formò quella di Eraclea.
Primo vescovo noto di Eraclea fu Benenato, che firmò gli atti del sinodo romano del 680 con il titolo di episcopus opiterginus. Ancora nel 1071 il vescovo Pietro, menzionato in un privilegio di papa Alessandro II, è chiamato episcopo Oppitergine et Eracliane civitatum ecclesie.
Una lapide, scoperta nelle fondamenta della basilica di Torcello e attribuita da alcuni autori come Cessi e Tramontin all'antica sede di Eraclea, riporta l'iscrizione della consacrazione di un'importante chiesa, avvenuta all'epoca dell'imperatore Eraclio I († 641), dedicata alla Sancta Maria Dei Genetrix. Secondo questi autori potrebbe trattarsi della consacrazione della nuova cattedrale, cerimonia che si sarebbe svolta immediatamente dopo il trasferimento della sede da Oderzo a Eraclea.
All'inizio del IX secolo l'antica Eraclea venne distrutta negli scontri tra le fazioni rivali dei filo-franchi e dei filo-bizantini, e al suo posto nacque la Civitas Nova Heracliana, conosciuta con il nome di Cittanova.
Nel corso del X secolo, durante un periodo di tensione tra il ducato di Venezia e il Sacro Romano Impero, Cittanova fu soggetta al vescovo di Belluno. Nonostante la riappacificazione tra doge e imperatore, i vescovi restituirono il territorio solo nel 996, quando intervenne lo stesso Ottone III. Il 7 gennaio 999 l'imperatore estese l'influenza della diocesi di Cittanova, aggiungendovi nuovi possedimenti fino alle Mussette e alle Grassaghe (verso l'odierna San Donà di Piave), sino ad allora dipendenti dalla diocesi di Treviso.
La città entrò in crisi con la grande alluvione del 1110, quando il Piave mutò il suo corso, trasformando le terre di Cittanova in una palude malarica. In breve tempo dell'antica città non rimase più nulla, se non la cattedrale di San Pietro, periodicamente visitata in occasione delle solennità religiose dal vescovo, altrimenti residente in Venezia o in uno dei vicini monasteri.
Nel 1440, per volontà del veneziano papa Eugenio IV, la diocesi venne soppressa ed il suo territorio incorporato in quello del patriarcato di Grado, pochi anni dopo a sua volta confluito nel patriarcato di Venezia.
Dal 1966 Eraclea è annoverata tra le sedi vescovili titolari della Chiesa cattolica; dal 15 settembre 2010 il vescovo titolare è Enrico dal Covolo, S.D.B., assessore del Pontificio comitato di scienze storiche.

## Cronotassi

### Vescovi
- San Magno † (circa 635[5] - ?)
- Benenato † (menzionato nel 680)[6]
- Giovanni I † (menzionato nell'814)
- Giovanni II † (menzionato nell'887)
- Pietro I † (menzionato nel 1071[3])
- Giovanni Giuliano † (prima del 1107 - dopo il 1108)
- Aurio † (menzionato nel 1127)
- Bonfiglio † (menzionato nel 1150)
- Guido † (menzionato nel 1160 circa)
- Domenico Magno † (menzionato nel 1173)
- Clemente † (prima del 1185 - dopo il 1189)
- Azzone † (menzionato nel 1254)
- Angelo † (menzionato nel 1267)
- Bartolomeo † (menzionato nel 1273)
- Agostino, O.E.S.A. † (18 agosto 1281 - 1310 deceduto)
- Pietro II, O.P. † (27 giugno 1311 - 1311 deceduto)
- Pietro de Bruniquel, O.E.S.A. † (31 luglio 1312 - 1328 deceduto)
- Fridiano, O.S.B. † (5 agosto 1328 - 1342 deceduto)
- Marco da Novara, O.P. † (4 giugno 1343 - 1348 ? deceduto)
- Domenico Caffaro † (5 novembre 1348 - dopo il 1367 deceduto)
- Tommaso da Rieti, O.E.S.A. † (3 settembre 1371 - 1375/1380 ? deceduto)[7]
- Pietro da Fano, O.E.S.A. † (? - 1380 nominato vescovo di Massa Marittima)
- Leonardo Dolfin † (1382 - 7 maggio 1387 nominato arcivescovo di Candia)
- Gilberto Zorzi, O.P. † (4 marzo 1388 - 1403 deceduto)
- Donato da Murano, O.E.S.A. † (8 ottobre 1403 - 1406 deceduto)
  - Antonio Correr, O.P. † (24 maggio 1406 - 15 luglio 1409 nominato vescovo di Ceneda) (amministratore apostolico)
- Pietro Nani † (2 aprile 1410 - 18 aprile 1418 nominato vescovo di Torcello)
  - Giovanni Contarini † (18 aprile 1418 - 1427) (amministratore apostolico)
- Antonio da Tivoli, O.F.M. † (26 aprile 1428 - ?)
- Marco † (1433 - 1440)

### Vescovi titolari
- Mario De Santis † (8 aprile 1967 - 14 dicembre 1974 nominato vescovo titolare di Eca)
- Emilio Lorenzo Stehle † (16 luglio 1983 - 5 gennaio 1987 nominato prelato di Santo Domingo de los Colorados)
- Józef Kowalczyk (26 agosto 1989 - 8 maggio 2010 nominato arcivescovo di Gniezno)
- Enrico dal Covolo, S.D.B., dal 15 settembre 2010